# Several Species of Small Furry Animals Gathered Together in a Cave and Grooving with a Pict
«Several Species of Small Furry Animals Gathered Together in a Cave and Grooving with a Pict» (del Inglés, Varias especies de pequeños animales peludos reunidos en una cueva y danzando con un picto) es una canción escrita y grabada originalmente por Roger Waters en la segunda parte del álbum de 1969 de Pink Floyd, Ummagumma.
La canción consiste de varios minutos de sonidos de roedores y pájaros simulados por la voz de Waters y otras técnicas, como golpeando sobre el micrófono y tocado a distintas velocidades, seguido por Waters proveyendo un par de renglones líricos en exagerado inglés escocés.
Las Picts (pictos) eran los antiguos nativos de lo que ahora es Escocia.

## Mensaje oculto
Hay un mensaje oculto en la canción, en el minuto 4:34 aproximadamente. Si la canción es reproducida de forma más lenta, puede escucharse a Waters decir: "That was pretty avant-garde, wasn't it?" (Archivo de audio "PF-Species-avantgarde.ogg" no encontrado) ("Eso fue bastante vanguardista. ¿No?"). También, al final del rant, se escucha a Waters decir, "Thank you." ("Gracias.").

## En la cultura popular
El título de la canción de Man or Astro-man? Many Pieces of Large Fuzzy Mammals Gathered Together at a Rave and Schmoozing with a Brick está basado en esta canción.
Several Species, una popular banda tributo a Pink Floyd fundada en Baltimore en 1996, obtuvo su nombre en referencia a esta canción.

## Personal
- Roger Waters - Voz y efectos de cinta